# Tallanstown
Tallanstown är en ort i republiken Irland.   Den ligger i grevskapet Lú och provinsen Leinster, i den nordöstra delen av landet, 70 km norr om huvudstaden Dublin. Tallanstown ligger 21 meter över havet och antalet invånare är 673.
Terrängen runt Tallanstown är platt. Runt Tallanstown är det ganska glesbefolkat, med 27 invånare per kvadratkilometer. Närmaste större samhälle är Dundalk, 12,1 km nordost om Tallanstown. Trakten runt Tallanstown består till största delen av jordbruksmark.